# Weiden (Würselen)
Weiden ist ein Stadtteil von Würselen in der Städteregion Aachen in Nordrhein-Westfalen. Bis 1935 war Weiden eine eigenständige Gemeinde im damaligen Landkreis Aachen der preußischen Rheinprovinz. 

## Geographie
Die Gemeinde Weiden besaß 1925 eine Fläche von 9,67 km².
Heute liegt auch das Gewerbegebiet Aachener Kreuz auf dem ehemaligen Gemeindegebiet von Weiden. 

## Geschichte
Weiden war ursprünglich eines von sieben Quartieren des Aachener Reiches. Seit der Franzosenzeit und der Inbesitznahme des Rheinlands durch Preußen im Jahre 1815 bildete Weiden eine eigene Bürgermeisterei und Landgemeinde im Landkreis Aachen der Rheinprovinz. Neben dem eigentlichen Kirchort Weiden wurden im 19. Jahrhundert auch noch die kleinen Ortschaften Dommerswinkel, Feld, St. Jobs und Wersch als Teile der Gemeinde Weiden aufgeführt. Am 1. Januar 1935 wurde Weiden mit der Nachbargemeinde Broich zur Gemeinde Broichweiden zusammengeschlossen. Die historische Grenze zwischen den beiden früheren Gemeinden wird heute noch durch einen denkmalgeschützten Grenzstein dort markiert, wo aus der (Weidener) Hauptstraße die (Broicher) Jülicher Straße wird. 1972 wurde Broichweiden nach Würselen eingemeindet.

## Einwohnerentwicklung
| Jahr | Einwohner | Quelle |
| ---- | --------- | ------ |
| 1825 | 1180      | [ 4 ]  |
| 1852 | 1609      | [ 2 ]  |
| 1871 | 1956      | [ 5 ]  |
| 1885 | 2235      | [ 6 ]  |
| 1910 | 3097      | [ 7 ]  |
| 1925 | 3409      | [ 1 ]  |

## Brauchtum
Ein Träger des lokalen Brauchtums ist die St. Sebastianus Schützenbruderschaft 1804 Weiden.

## Baudenkmäler

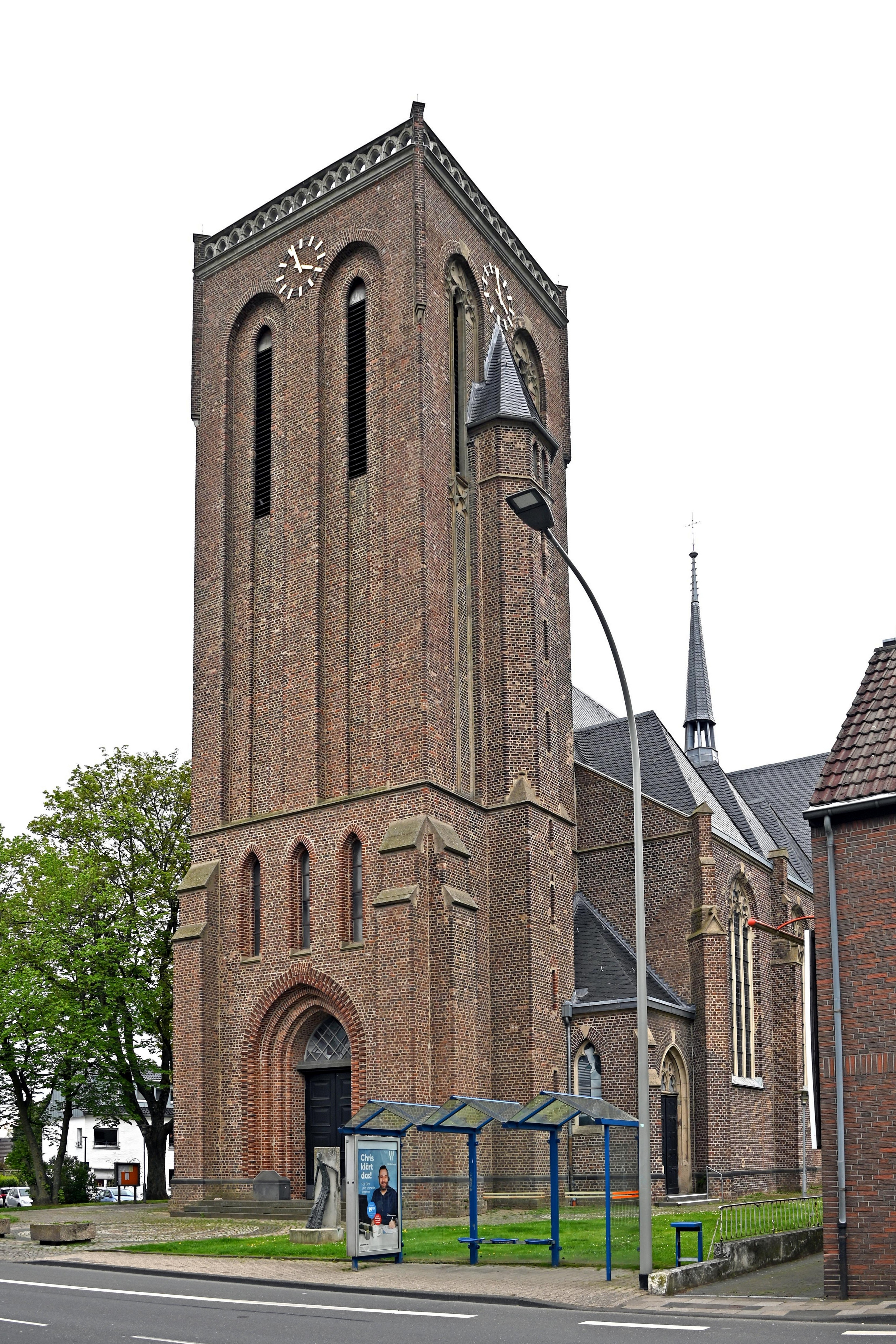
Pfarrkirche St. Lucia.

Die Wohnhäuser Hauptstraße 20, 22, 41 und 61, Dommerswinkel 61 und Friedhofstraße 22 sowie die Pfarrkirche St. Lucia stehen in Weiden unter Denkmalschutz.

## Verkehr
Die AVV-Buslinien 11 und WÜ1 der ASEAG verbinden den Ort mit Aachen, Alsdorf und dem restlichen Stadtgebiet von Würselen. Zusätzlich verkehrt in den Nächten vor Samstagen sowie Sonn- und Feiertagen die Nachtexpresslinie N9 der ASEAG.
| Linie | Verlauf |
| ----- | --- |
| 11    | Walheim Hasbach – Walheim – Nütheim – Schleckheim – Oberforstbach / Oberforstbach Gewerbegebiet – Lichtenbusch – Waldfriedhof – Burtscheid – Marienhospital – Aachen Hbf – Misereor – Elisenbrunnen – Aachen Bushof – Ludwig Forum – Talbot – Haaren – Würselen Kaninsberg – Weiden – Vorweiden – Linden-Neusen – (Broich –) Broicher Siedlung – Blumenrath – Montanstraße – Mariadorf – Hoengen |
| WÜ1   | (Stadtbus Würselen) Euchen – Broich – Linden-Neusen – Vorweiden – Weiden – Gewerbegebiet Aachener Kreuz – Würselen – Kohlscheid – Kohlscheid Bf |
| N9    | Nachtexpress: nur in den Nächten vor Samstagen sowie Sonn- und Feiertagen Elisenbrunnen – Aachen Bushof (→ Liebigstr. → Haaren) / (←Alter Tivoli ← Scherberg ← Würselen ← Alsdorf) – Weiden – Vorweiden – Linden-Neusen – Broicher Siedlung – Alsdorf-Mariadorf – Siedlung Ost – Alsdorf Annapark                                                                                                |

## Sport
Sportvereine in Weiden sind die DJK Westwacht 05 Weiden, der Weidener Turnverein 1869, der FC Teutonia 1919 Weiden und der Handballclub Weiden 2018.